# Leucofosfite
La leucofosfite è un minerale appartenente al gruppo omonimo.

## Origine e giacitura
La leucofosfite è stata trovata anche nell'Abisso di Fernetti 74/88VG (Carso Triestino) alla profondità di 165 metri. Ha l'aspetto di sottili incrostazioni di colore marrone violaceo o di noduli cavi contenenti argilla. È associata a gesso, taranakite e brushite. La sua genesi è dovuta all'azione di soluzioni fosfatiche, legate alla decomposizione del guano dei pipistrelli, sui minerali delle argille